# 2024년 이와테현 연안북부 지진
2024년 이와테현 연안북부 지진은 2024년 4월 2일 오전 4시 24분 39.0초(JST)에 일본 이와테현 연안북부에서 일어난 지진이다. 진앙은 북위 40° 08.0′  동경 141° 42.7′  / 북위 40.1333°  동경 141.7117° , 진원 깊이는 71km, 지진 규모는 M6.0(Mw5.9). 아오모리현과 이와테현에서 진도5약(일본 기상청 진도 계급)을 관측하였다.

## 진도
| 진도 | 도도부현   | 시정촌                                     |
| ---- | ---------- | ------------------------------------------ |
| 5약  | 아오모리현 | 하치노헤시 미사와시 노헤지정 고노헤정      |
| 5약  | 이와테현   | 미야코시 구지시 후다이촌 노다촌 가루마이정 |

## 피해
아오모리현 하치노헤시에서 2명이 침대에서 떨어지는 부상을 입었다. 이와테현 구지시 지역에서 여러 주택과 건물이 손상되는 피해가 있었다.

## 같이 보기
- 2024년 지진